# Charles Friedel
Charles Friedel (12 de marzo de 1832 - 20 de abril de 1899) fue un químico y mineralogista francés. Nacido en Estrasburgo, Francia, fue discípulo de Louis Pasteur en la Sorbona. En 1876, se convirtió en profesor de química y de mineralogía en la Sorbona.
Charles Friedel fue profesor en la Facultad de Ciencias de la Universidad de París, miembro de la Academia de Ciencias, y de la Accademia dei Lincei de Roma.
Fue galardonado en 1880 con la medalla Davy, concedida por la Royal Society «por sus indagaciones sobre los compuestos orgánicos de silicio, y otras investigaciones».

## Trabajo científico
Friedel desarrolló, junto a James Crafts, la alquilación de Friedel-Crafts y las reacciones de acilación en 1877, y trató de producir diamantes sintéticos.
Su hijo Georges Friedel (1865 - 1933) también se convirtió en un mineralogista de renombre.

## Linaje familiar
- El padre de la esposa de Friedel fue el ingeniero, Charles Combes.[6] La familia Friedel es un rico linaje de científicos franceses:
  - Georges Friedel (1865-1933), cristalógrafo francés y mineralogista, hijo de Charles
  - Edmond Friedel (1895-1972), politécnico francés e ingeniero de minas, fundador del estudio geológico francés BRGM, fue hijo de Georges
  - Jacques Friedel (1921-2014), físico francés, hijo de Edmond (fr)